# Battery Check
"Battery Check" är en låt av det svenska punkrockbandet Millencolin. Den finns med på deras femte studioalbum Home from Home, men utgavs också som singel den 3 juli 2003. Singeln innehåller även låtarna "E20 Norr" och "Bowmore". Skivan utgavs på CD av Burning Heart Records.

## Låtlista
1. "Battery Check"
2. "E20 Norr"
3. "Bowmore"